# Jack Wilshere
Jack Andrew Garry Wilshere, född 1 januari 1992 i Stevenage, Hertfordshire, är en engelsk fotbollstränare och före detta fotbollsspelare. Wilshere representerade det engelska landslaget. Han är för närvarande tränare i Arsenal FC U-18. 
Han sågs i första hand som en offensiv mittfältare men kunde även användas på alla positioner på mittfältet.

## Klubbkarriär
Redan som 16-åring klev Wilshere upp i Arsenals A-lag, där han tog över Gilberto Silvas tidigare nummer 19. Under andra halvan av säsongen 2009-2010 var Wilshere utlånad till Bolton Wanderers.
Den 9 juli 2018 värvades Wilshere av West Ham United, där han skrev på ett treårskontrakt. Den 5 oktober 2020 gick Wilshere och West Ham United skilda vägar. Den 18 januari 2021 värvades Wilshere av AFC Bournemouth, där han skrev på ett kontrakt över resten av säsongen. Wilshere lämnade därefter klubben i samband med att hans kontrakt gick ut.
Efter en tids träning med sin förra klubb Arsenal gick Wilshere den 20 februari 2022 på en fri transfer till AGF Århus, där han skrev på ett kontrakt över resten av säsongen 2021/2022.
Den 8 juli 2022 valde Wilshere att avsluta sin fotbollskarriär.

## Landslagskarriär
Den 12 maj 2014 blev Wilshere uttagen i Englands trupp till fotbolls-VM 2014 av förbundskaptenen Roy Hodgson.

## Meriter

### Klubblag

#### Arsenal
- FA-cupen: 2013/2014, 2014/2015
- FA Community Shield: 2014

### Individuellt
- BBC Goal of the Season: 2013/2014, 2014/2015
- PFA Young Player of the Year: 2010/2011
- PFA Team of the Year: 2010/2011 Premier League
- Arsenal Player of the Season Award: 2010/2011
- Månadens spelare i AFC Bournemouth: november 2016, december 2016